# Station Čierna nad Tisou
Station Čierna nad Tisou (Slowaaks: Železničná stanica Čierna nad Tisou) is een belangrijk grensstation in het oostzuidoosten van Slowakije, aan de grens met Oekraïne. 

## Ligging
Het station is gelegen in de gemeente Čierna nad Tisou, (regio Košice, district Trebišov). Het ligt ten noorden van het gemeentelijk centrum, in de straat: Železničná 137/2.

## Geschiedenis
Station Čierna nad Tisou werd gebouwd in 1872 tijdens de aanleg van lijn 190.
Het ligt aan de Pan-Europese Corridor Va, die loopt van Venetië (Italië) naar Kiev in Oekraïne, via Bratislava, Žilina, Košice en Oezjhorod (Oekraïne).
Vermits de spoorbreedte in Slowakije en Oekraïne verschillend is, fungeert het station als een belangrijke overslagplaats voor goederentreinen herkomstig uit Oekraïne en ter bestemming Centraal- en West-Europa. Het emplacement (voor de bewerkingen aan de goederentreinen) bestaat uit een buitengewoon groot aantal sporen: ten minste 173. Het heeft in Centraal-Europa de reputatie van de "grootste haven op het vasteland" te zijn.
Het groot belang van de spoorweginstelling voor de gemeente wordt geïllustreerd door het gemeentewapen dat een wiel van een stoomlocomotief voorstelt.
Sedert 1993 maakt het emplacement deel uit van het netwerk van de ŽSR.

## Lijnen
De volgende lijnen worden bediend:

Gemeentewapen

- lijn 190: Košice – Čierna nad Tisou. Deze lijn is een verlenging van de noordelijke dwarslijn uit Bratislava en Žilina,
- lijn Čierna nad Tisou – Čop naar Oekraïne.

## Dienstverlening
Anno 2025 is er in het station een loket met personeel voor verstrekking van informatie en aanschaf van reisdocumenten. Zie de externe link "ŽSSK - Loket - Openingsuren".

## Treindienst
- Reizigerstreinen:
  - Stoptrein (Os) Košice - Čierna nad Tisou
  - Regional Express (REX) Košice - Čierna nad Tisou
  - Stoptrein  (Os) Čierna nad Tisou - Čop (grensoverschrijdend verkeer naar Oekraïne)
- Goederentreinen

## Afbeeldingen

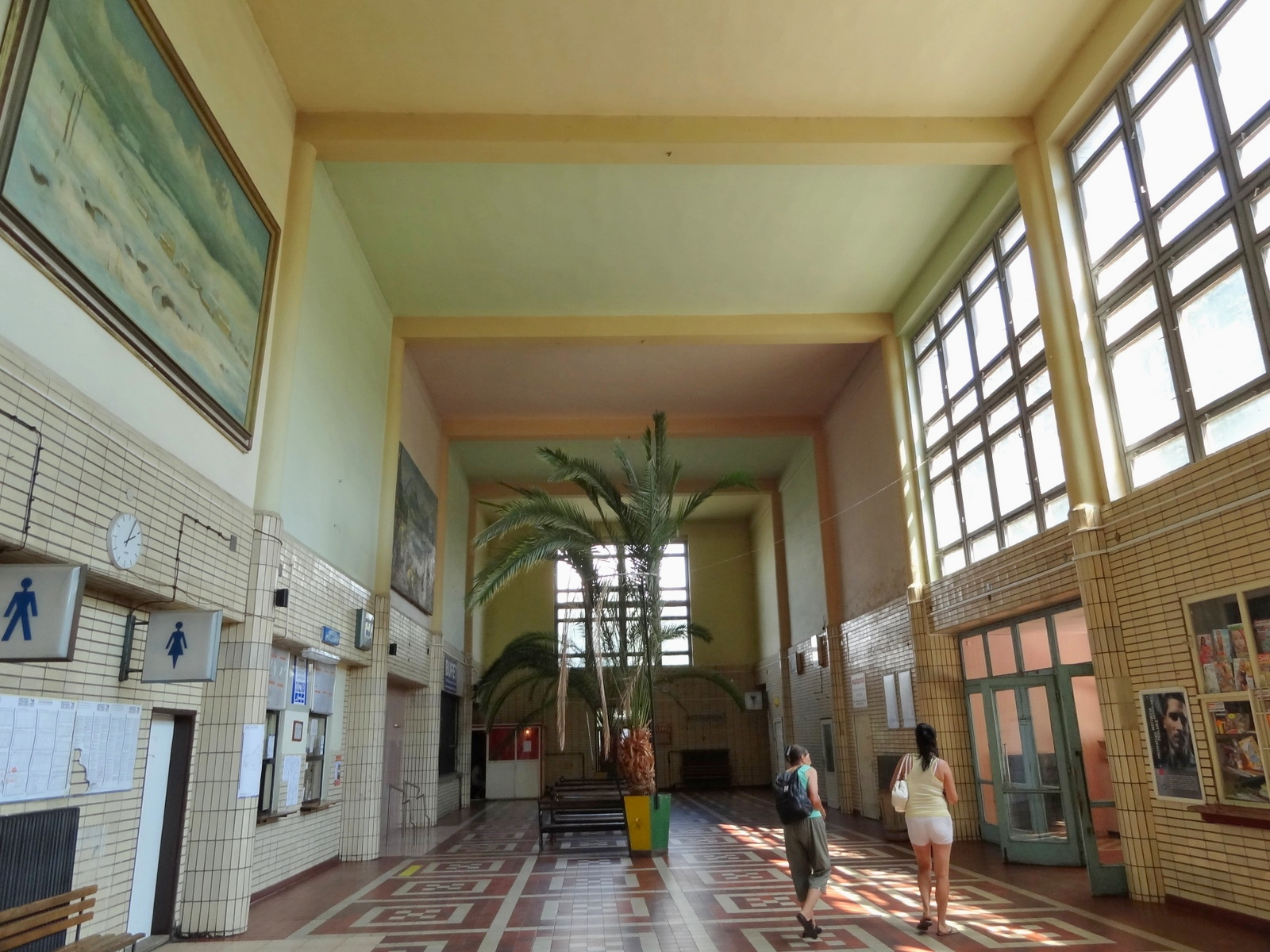
Interieur (wachtzaal)
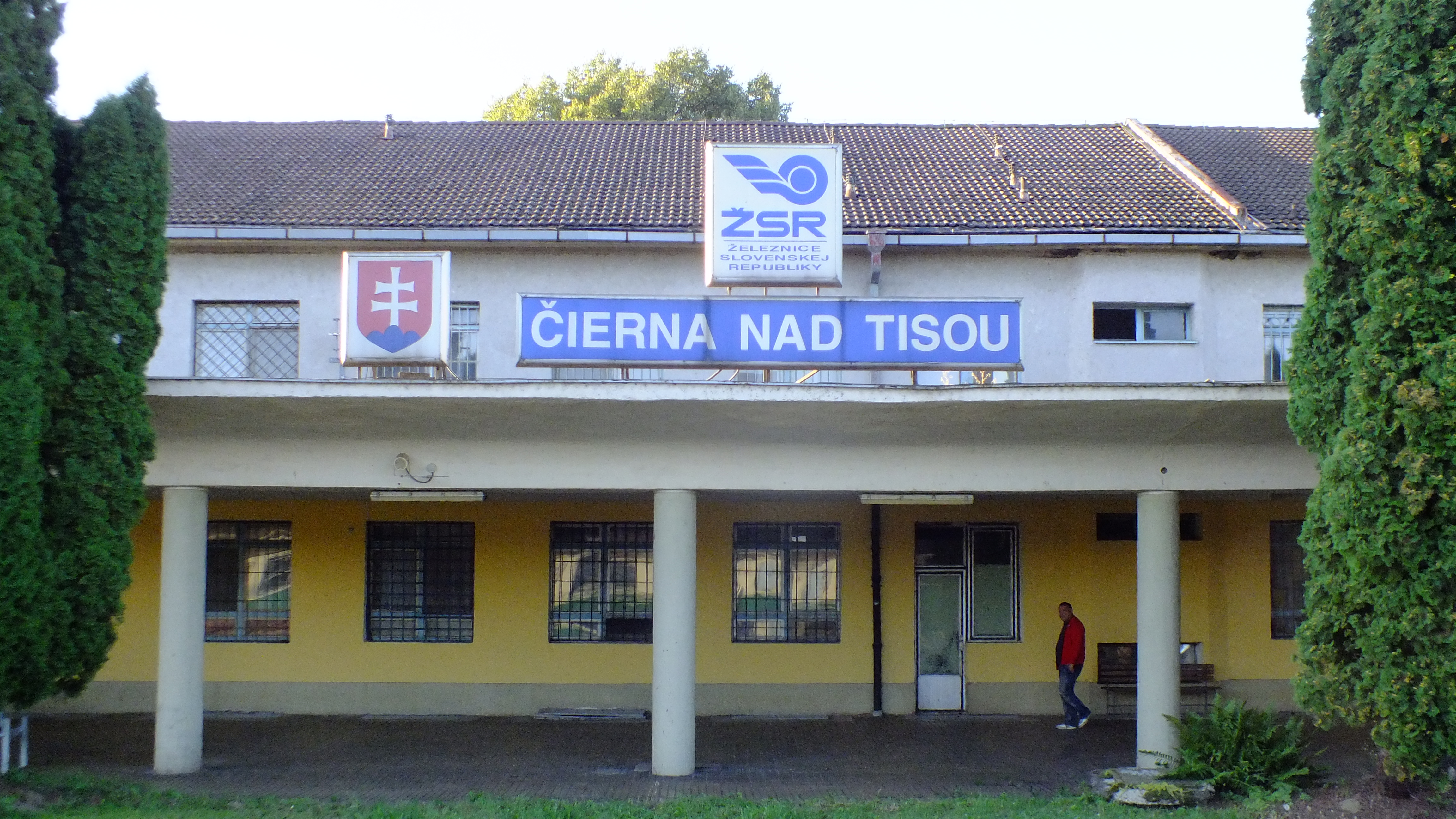
Het station aan de kant van de perrons
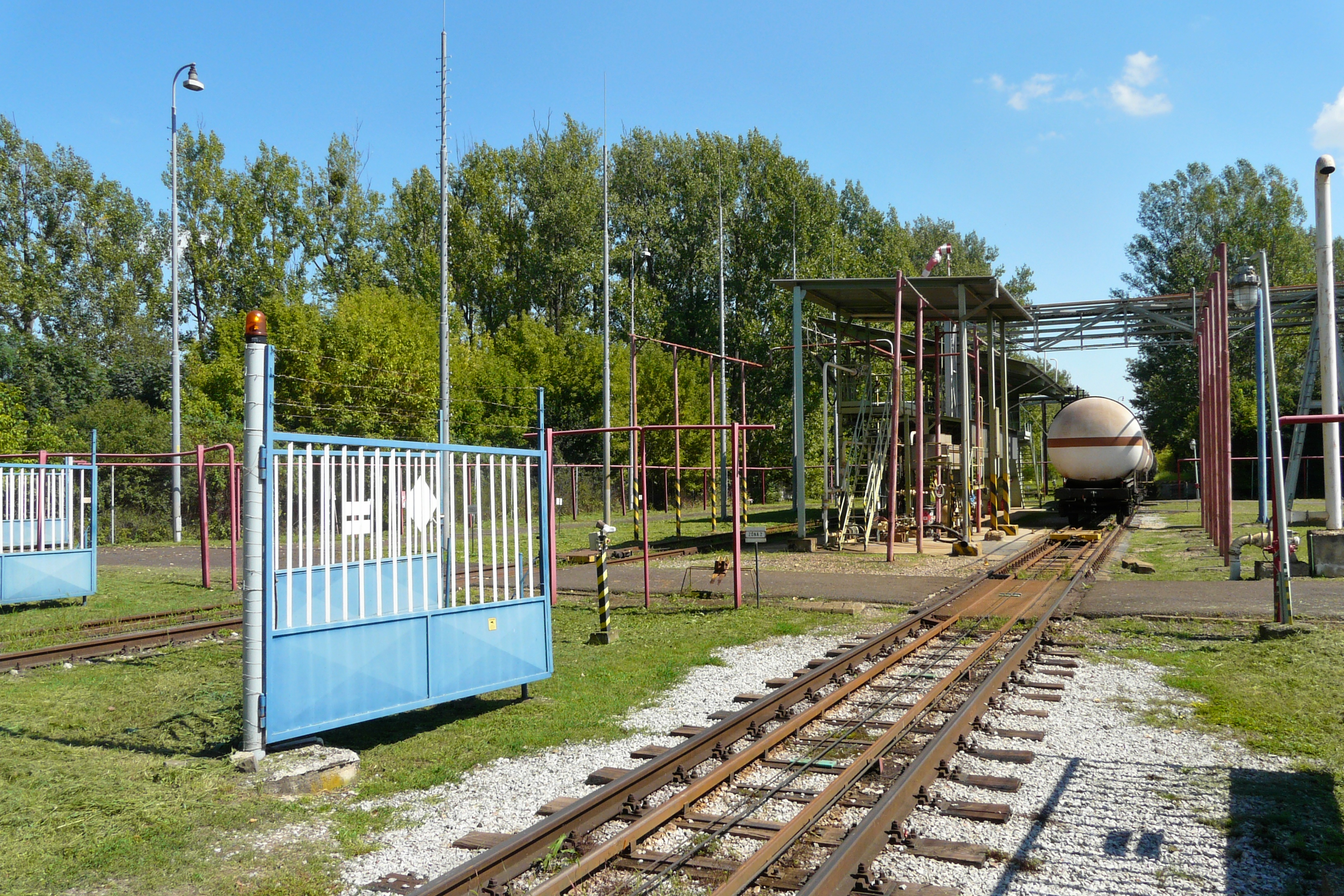
Inrichting voor overslag van gas